# Adrienne King
Adrienne King (Oyster Bay, 21 de julho de 1960) é uma atriz, pintora e vinicultora norte-americana. Atuou em produções teatrais e cinematográficas, além de ter trabalhado como dubladora e dublê. É mais conhecida por seu papel de Alice Hardy no filme de terror Friday the 13th (1980), uma personagem que ela reinterpretou na sequência, Friday the 13th Part 2 (1981). Começou sua carreira na atuação ainda na infância, estreando no telefilme Inherit the Wind (1965) e posteriormente participou de produções como Saturday Night Fever (1977) e Hair (1979), em papéis não creditados.
Depois de aparecer nos dois primeiros filmes da série Friday the 13th, King sofreu uma perseguição agressiva que a levou a se isolar do público. Ela frequentou a Royal Academy of Dramatic Art e ressurgiu como dubladora no início da década de 1990, fornecendo vozes adicionais para vários filmes, entre eles The Man Without a Face (1993), What's Eating Gilbert Grape (1993), The Good Son (1993), Wolf (1994), While You Were Sleeping (1994), Jerry Maguire (1996) e Titanic (1997). Depois de quase três décadas sem atuar na frente das câmeras, ela apareceu em 2010 no filme independente Psychic Experiment, o que foi seguido de sua participação em outros longas e curtas-metragens, muitos dos quais do gênero terror. Paralelamente, ela desenvolve trabalhos como pintora e passou a comercializar sua própria linha de vinhos.

## Vida e carreira

### 1960–1970: Início da vida e primeiros papéis
King nasceu em Oyster Bay, uma região de Long Island, Nova Iorque. É filha de Anita e Walter R. King e norte-americana de primeira geração; sua mãe era inglesa de Liverpool, e seu pai tinha ascendência judia húngara e tcheca. Com apenas seis meses de idade, apareceu em seu primeiro comercial, um anúncio da marca de sabonetes Ivory. Por volta dos cinco anos, apareceu no telefilme Inherit the Wind (1965) no papel coadjuvante de Melinda. Durante as gravações, ensaiava em Greenwich Village com um grupo de atores que incluía Ed Begley. A experiência despertou-lhe interesse pela atuação e, antes mesmo de concluir a escola primária, ela começou a fazer testes para filmes na cidade de Nova Iorque, época sobre a qual relembrou: "Contanto que eu mantivesse minhas notas altas, todos estavam bem com isso". Enquanto cursava o ensino secundário, apareceu em outros comerciais, além de interpretar pequenos papéis em produções teatrais off-Broadway e programas televisivos.
Após concluir o colegial, King mudou-se para Nova Iorque e conseguiu uma bolsa no Fashion Institute of Tecnology, onde estudou Belas Artes, aprimorando suas habilidades com pintura, além de frequentar aulas de jazz. Depois de se formar na faculdade, estudou atuação por dois anos sob instrução de Bill Esper. Ao longo dos anos 1970, continuou fazendo testes de elenco e teve duas aparições não creditadas em 1977 nos filmes Between the Lines e Saturday Night Fever, no qual trabalhou como dançarina figurante em todas as cenas de discoteca. Ela voltou a exercer essa mesma função no musical Hair (1979), trabalhando com Twyla Tharp e Treat Williams. Também participou de várias propagandas, incluindo um anúncio da 7 Up no qual fez sapateado ao lado de Sammy Davis Jr., e algumas soap operas.

### 1980–1992:Friday the 13the interrupção na carreira
Por volta de 1979, enquanto gravava um comercial para o Burger King, a artista ficou sabendo da produção do filme de terror Friday the 13th. Um amigo em comum a indicou ao produtor e diretor Sean S. Cunningham e este concluiu que ela personificava as qualidades da heroína principal do filme, Alice Hardy, escalando-a para o projeto. A atriz disputou o papel com centenas de outras candidatas, entre elas Sally Field, que tinha sido a primeira escolha da equipe. Por dificuldades orçamentárias, a produção foi interrompida diversas vezes e King fez todas as suas cenas de ação sem apoio de dublês. Ela relatou que compareceu a uma exibição-teste acompanhada de sua mãe, que ficou tão assustada ao assistir a cena final que saltou do assento e começou a gritar; King acredita que, naquele momento, os executivos da Paramount Pictures ali presentes perceberam o potencial do filme e decidiram comprá-lo para distribuição. O longa-metragem arrecadou quase 60 milhões de dólares mundialmente.
No ano seguinte, reinterpretou Alice na sequência Friday the 13th Part 2, na qual a personagem é morta. Durante as filmagens, um fã obsessivo começou persegui-la persistentemente, conseguindo descobrir seu endereço e quase todos os locais que ela frequentava. O homem tirava fotos polaroides de King e as deixava debaixo da porta do apartamento dela em Nova Iorque, chegando a invadir a residência e destruir obras de arte da atriz. A certa altura, ele a confrontou no apartamento e apontou uma arma para a cabeça dela. O agressor passou algum tempo preso, mas o incidente a traumatizou, levando-a a interromper sua carreira na atuação por quase uma década. Ela comentou que a perseguição a celebridades não era considerada contravenção grave pela polícia até então, algo que só mudaria após o assassinato de Rebecca Schaeffer em 1989. Uma das últimas aparições de King na tela naquela época foi em um comercial para a marca de amaciantes Downy, filmado em 1982.
King mudou-se para Londres, onde estudou teatro na Royal Academy of Dramatic Art, participando da montagem de diversas peças de Shakespeare. Ao concluir seus estudos, retornou à Nova Iorque em 1984 e, diante da necessidade financeira de manter seu seguro de saúde pelo Screen Actors Guild, trabalhou como figurante e dublê no filme de comédia sobrenatural Ghostbusters, dirigido por Ivan Reitman. Também conseguiu um papel importante como uma personagem que apareceria simultaneamente em duas soap operas da ABC, uma das quais All My Children; entretanto, começou a experimentar crise de ansiedade e ataques de pânico desde o primeiro dia de gravações e isso a levou a abandonar o papel. "A cada dia piorava. Eu não conseguia suportar a ideia de alguém me observando", relembrou.

### 1993–2008: Dublagem e planos de retomada à atuação
Relutante a aparecer na tela, King passou a trabalhar com dublagem nos bastidores de Hollywood, começando em The Man Without a Face (1993), de Mel Gibson. Sua nova função era fazer looping de vozes, um processo no qual são criados diálogos de fundo, geralmente para filmes com cenas que envolvem grupos em cenários lotados. Ela também emprestou a voz para os longas-metragens What's Eating Gilbert Grape, Philadelphia e The Pelican Brief, todos lançados em 1993. Ao longo dos anos 1990, continuou dublando para outras produções, tais como Wolf (1994), Jerry Maguire (1996), de Cameron Crowe, e Titanic (1997), de James Cameron. A respeito deste último, comentou: "Os meus gritos são escutados em Titanic, assim como a voz de muitos outros personagens a bordo. Mesmo uma respiração foi substituída pela minha!" Ela ainda trabalhou com looping de voz na televisão, participando em cerca de sete temporadas da série Melrose Place, a partir de 1994.
King comentou anos depois: "O trabalho com a voz me salvou. Não há dúvida de que o ciclo se completou e eu sou uma atriz e artista melhor, mais forte e mais compassiva". Por volta de 2002, enquanto ainda estava fazendo terapia para lidar com seu trauma passado, ela foi informada sobre a "incrível base de fãs leais e dedicados que Alice tinha" e relatou que isso também a ajudou no processo de superação. Depois que o escritor Peter Bracke a contatou para o livro Crystal Lake Memories (2005), King considerou retornar às produções de terror. Por insistência de Bracke, a atriz participou em 2004 de sua primeira convenção de horror e, surpreendida com o carinho que recebeu dos fãs, passou comparecer frequentemente nesses encontros desde então. Ela afirmou que em 2008 os produtores do reboot de Friday the 13th propuseram a ela e a Betsy Palmer, com quem co-estrelou o longa-metragem original, uma participação no novo filme, porém, ambas foram dispensadas posteriormente.

### 2009–presente: Retorno ao cinema
Em 2009, foi confirmada a participação da atriz em Psychic Experiment (originalmente intitulado Walking Distance), um longa-metragem independente de ficção científica e horror; o filme estreou em 2010, marcando a primeira aparição de King no elenco principal de um filme desde 1981. A partir de então, ela continuou atuando em outras produções independentes de terror. Em 2011, estrelou o suspense All American Bully e, no ano seguinte, teve um papel coadjuvante em The Butterfly Room. Estrelou Silent Night, Bloody Night: The Homecoming (2013), interpretando um papel de voz, e apareceu em dois segmentos do filme antológico Tales of Poe (2014), baseado em três contos de Edgar Alan Poe. Nessa época, uma de suas poucas participações em um filme de outro gênero foi na comédia Gabby's Wich, lançada em 2011.
Por volta de 2018, a atriz e produtora Deborah Voorhees, conhecida por sua atuação em Friday the 13th: A New Beginning, convidou King para o projeto de slasher metalinguístico 13 Fanboy, que reúne no mesmo filme vários atores e atrizes que já participaram da série Friday the 13th. King foi sondada para interpretar a protagonista, mas inicialmente recusou a proposta, pois o enredo gira em torno de um assassino perseguindo famosos, o que remete ao incidente de perseguição ocorrido a ela no passado. Entretanto, foi divulgado em 2019 que ela havia concordado em aparecer brevemente no filme. Nesse mesmo ano, foi anunciada sua participação em Killer Therapy, um longa-metragem independente sobre um jovem psicopata que ataca terapeutas, lançado em DVD e VOD em 15 de setembro de 2020. A participação da atriz também foi confirmada em outros projetos do gênero, como William Froste, The Dead Girl in Apartment 03 e o curta-metragem Admonition.

### Projetos paralelos e vida pessoal
King afirmou que foi "criada como católica" e que, em razão disso, não era fã do cinema de terror antes de participar de Friday the 13th, especialmente depois de ver The Exorcist (1973), filme que a "deixou mal por um tempo". Ela casou-se em 1981 com Robert William Tuckman, na época presidente de uma distribuidora e importadora de produtos alimentícios; eles se divorciaram. Ao retornar de Londres para os Estados Unidos, a atriz fixou residência em Los Angeles, onde conheceu seu atual marido Richard Hassanein, fundador da United Film Distribution e presidente da Todd-AO Studios, uma empresa de pós-produção de som.
King e Hassanein não têm filhos. Eles viveram por um tempo em Cove Neck, Nova Iorque. Nessa região, em 25 de janeiro de 1990, ocorreu nas proximidades da residência do casal a queda do voo Avianca 52, que resultou em 73 mortes. A atriz e o marido não se feriram no acidente e ajudaram ativamente as equipes de resgate; posteriormente, eles entraram com um processo judicial contra a Avianca em razão dos danos materiais e psicológicos que sofreram. Em meados da década de 2000, mudaram-se para Jacksonville, no sul do Oregon, onde entraram para o ramo da vinificação, investindo em castas como Cabernet Sauvignon e Chardonnay.
A partir de 2010, King começou a vender, tanto em uma vinícola em Rogue Valley quanto por meio da internet, sua própria marca de vinhos através da empresa Crystal Lake Wines, que inicialmente desenvolveu quatro vinhos com sabores bem distintos entre si, todos com títulos inspirados em Friday the 13th e rótulos ilustrados com a imagem da personagem Alice descansando na canoa, momentos antes da aparição de Jason, como visto no final do filme. King também passou a comercializar pinturas e esporadicamente realiza performances como dançarina. A partir da interação com seus fãs, ela decidiu usar sua história de superação do trauma com o stalker como forma de ajudar outras pessoas que enfrentam situações semelhantes, principalmente crianças e adolescentes que sofrem perseguições motivadas por bullying.

## Filmografia

### Cinema
| Ano  | Título                                                         | Papel                                     | Notas                                | Ref.   |
| ---- | -------------------------------------------------------------- | ----------------------------------------- | ------------------------------------ | ------ |
| 1977 | Between the Lines                                              | Figurante                                 | Não creditada                        | [ 8 ]  |
| 1977 | Saturday Night Fever                                           | Dançarina                                 | Não creditada                        | [ 6 ]  |
| 1979 | Hair                                                           | Dançarina                                 | Não creditada                        | [ 6 ]  |
| 1980 | Friday the 13th                                                | Alice Hardy                               |                                      | [ 15 ] |
| 1981 | Friday the 13th Part 2                                         | Alice Hardy                               |                                      | [ 15 ] |
| 1984 | Friday the 13th: The Final Chapter                             | Alice Hardy                               | Filmagem de episódios anteriores     | [ 44 ] |
| 1984 | Ghostbusters                                                   | Figurante                                 | Dublê; não creditada                 | [ 20 ] |
| 1993 | The Man Without a Face                                         |                                           | Vozes adicionais (looping)           | [ 17 ] |
| 1993 | The Night We Never Met                                         |                                           | Vozes de grupo em loop (ADR)         | [ 44 ] |
| 1993 | Philadelphia                                                   |                                           | Vozes adicionais (looping)           | [ 17 ] |
| 1993 | What's Eating Gilbert Grape                                    |                                           | Vozes de grupo                       | [ 45 ] |
| 1993 | The Pelican Brief                                              |                                           | Vozes adicionais (looping)           | [ 17 ] |
| 1994 | Wolf                                                           |                                           | Vozes adicionais (looping)           | [ 21 ] |
| 1995 | While You Were Sleeping                                        |                                           | Vozes adicionais (ADR)               | [ 44 ] |
| 1996 | Jerry Maguire                                                  |                                           | Vozes adicionais (looping)           | [ 17 ] |
| 1997 | Titanic                                                        |                                           | Vozes adicionais (looping)           | [ 17 ] |
| 1997 | MouseHunt                                                      |                                           | Vozes adicionais (looping)           | [ 21 ] |
| 2000 | Almost Famous                                                  |                                           | Vozes adicionais (looping)           | [ 21 ] |
| 2009 | His Name was Jason: 30 Years of Friday the 13th                | Ela mesma                                 | Documentário                         | [ 46 ] |
| 2010 | Psychic Experiment                                             | Louise Strack                             | Título alternativo: Walking Distance | [ 26 ] |
| 2011 | All American Bully                                             | Diretora Kane                             |                                      | [ 27 ] |
| 2011 | Gabby's Wish                                                   | Angela                                    |                                      | [ 31 ] |
| 2011 | Back to the Lake                                               | Ela mesma / Alice Hardy                   | Curta-metragem publicitário          | [ 42 ] |
| 2011 | Back to the Lake Part II                                       | Ela mesma / Alice Hardy                   | Curta-metragem publicitário          | [ 42 ] |
| 2012 | The Butterfly Room                                             | Rachel                                    |                                      | [ 47 ] |
| 2012 | Silent Night, Bloody Night: Homecoming                         | A estranha                                | Voz (elenco principal)               | [ 29 ] |
| 2013 | Crystal Lake Memories: The Complete History of Friday the 13th | Ela mesma                                 | Documentário                         | [ 48 ] |
| 2013 | This Is the End                                                |                                           | Vozes adicionais (looping)           | [ 21 ] |
| 2014 | Tales of Poe                                                   | Rainha dos Sonhos / Enfermeira particular | Primeiro e terceiro segmentos        | [ 30 ] |
| 2017 | Friday the 13th Part 3: The Memoriam Documentary               | Ela mesma                                 | Documentário                         | [ 49 ] |
| 2020 | Killer Therapy                                                 | Sra. Perkins                              | Diretamente em vídeo                 | [ 50 ] |

### Televisão
| Ano     | Título           | Papel      | Notas                     | Ref.  |
| ------- | ---------------- | ---------- | ------------------------- | ----- |
| 1965    | Inherit the Wind | Melinda    | Telefilme; primeiro papel | [ 3 ] |
| 1992–99 | Melrose Place    | Apenas voz | Sete temporadas           | [ 3 ] |